# Elkhart (Iowa)
Elkhart és una població dels Estats Units a l'estat d'Iowa. Segons el cens del 2000 tenia 362 habitants.

## Demografia
Segons el cens del 2000, Elkhart tenia 362 habitants, 158 habitatges, i 91 famílies. La densitat de població era de 118,4 habitants/km².
Dels 158 habitatges en un 24,7% hi vivien nens de menys de 18 anys, en un 46,8% hi vivien parelles casades, en un 8,9% dones solteres, i en un 41,8% no eren unitats familiars. En el 34,8% dels habitatges hi vivien persones soles el 15,8% de les quals corresponia a persones de 65 anys o més que vivien soles. El nombre mitjà de persones vivint en cada habitatge era de 2,29 i el nombre mitjà de persones que vivien en cada família era de 2,96.
Per edats la població es repartia de la següent manera: un 22,9% tenia menys de 18 anys, un 11,6% entre 18 i 24, un 32,3% entre 25 i 44, un 16,3% de 45 a 60 i un 16,9% 65 anys o més.
L'edat mediana era de 34 anys. Per cada 100 dones de 18 o més anys hi havia 96,5 homes.
La renda mediana per habitatge era de 33.000 $ i la renda mediana per família de 51.042 $. Els homes tenien una renda mediana de 37.500 $ mentre que les dones 23.438 $. La renda per capita de la població era de 20.397 $. Cap de les famílies i el 4,7% de la població estaven per davall del llindar de pobresa.

## Poblacions properes
El següent diagrama mostra les poblacions més properes.